# Convenzione quadro delle Nazioni Unite sui cambiamenti climatici
     Paesi industrializzati
     Economie di transizione
     Parti non allegate
     Osservatori
1. Afghanistan
2. Albania
3. Algeria
4. Andorra
5. Angola
6. Antigua e Barbuda
7. Arabia Saudita
8. Argentina
9. Armenia
10. Australia
11. Austria
12. Azerbaigian
13. Bahamas
14. Bahrein
15. Bangladesh
16. Barbados
17. Belgio
18. Belize
19. Benin
20. Bhutan
21. Bielorussia
22. Birmania
23. Bolivia
24. Bosnia ed Erzegovina
25. Botswana
26. Brasile
27. Brunei
28. Bulgaria
29. Burkina Faso
30. Burundi
31. Cambogia
32. Camerun
33. Canada
34. Capo Verde
35. Ciad
36. Cile
37. Cina
38. Cipro
39. Colombia
40. Comore
41. Corea del Nord
42. Corea del Sud
43. Costa d'Avorio
44. Costa Rica
45. Croazia
46. Cuba
47. Danimarca
48. Dominica
49. Ecuador
50. Egitto
51. El Salvador
52. Emirati Arabi Uniti
53. Eritrea
54. Estonia
55. Etiopia
56. Figi
57. Filippine
58. Finlandia
59. Francia
60. Gabon
61. Gambia
62. Georgia
63. Germania
64. Ghana
65. Giamaica
66. Giappone
67. Gibuti
68. Giordania
69. Grecia
70. Grenada
71. Guatemala
72. Guinea
73. Guinea-Bissau
74. Guinea Equatoriale
75. Guyana
76. Haiti
77. Honduras
78. India
79. Indonesia
80. Iran
81. Iraq
82. Irlanda
83. Islanda
84. Isole Cook
85. Isole Marshall
86. Isole Salomone
87. Israele
88. Italia
89. Kazakistan
90. Kenya
91. Kirghizistan
92. Kiribati
93. Kuwait
94. Laos
95. Lesotho
96. Lettonia
97. Libano
98. Liberia
99. Libia
100. Liechtenstein
101. Lituania
102. Lussemburgo
103. Macedonia del Nord
104. Madagascar
105. Malawi
106. Malaysia
107. Maldive
108. Mali
109. Malta
110. Marocco
111. Mauritania
112. Mauritius
113. Messico
114. Micronesia
115. Moldavia
116. Monaco
117. Mongolia
118. Montenegro
119. Mozambico
120. Namibia
121. Nauru
122. Nepal
123. Nicaragua
124. Niger
125. Nigeria
126. Niue
127. Norvegia
128. Nuova Zelanda
129. Oman
130. Paesi Bassi
131. Pakistan
132. Palau
133. Palestina
134. Panama
135. Papua Nuova Guinea
136. Paraguay
137. Perù
138. Polonia
139. Portogallo
140. Qatar
141. Regno Unito
142. Rep. Ceca
143. Rep. Centrafricana
144. Rep. del Congo
145. RD del Congo
146. Rep. Dominicana
147. Romania
148. Ruanda
149. Russia
150. Saint Kitts e Nevis
151. Saint Lucia
152. Saint Vincent e Grenadine
153. Samoa
154. San Marino
155. São Tomé e Príncipe
156. Senegal
157. Serbia
158. Seychelles
159. Sierra Leone
160. Singapore
161. Siria
162. Slovacchia
163. Slovenia
164. Somalia
165. Spagna
166. Sri Lanka
167. Stati Uniti
168. Sudafrica
169. Sudan
170. Sudan del Sud
171. Suriname
172. Svezia
173. Svizzera
174. eSwatini
175. Tagikistan
176. Tanzania
177. Thailandia
178. Timor Est
179. Togo
180. Tonga
181. Trinidad e Tobago
182. Tunisia
183. Turchia
184. Turkmenistan
185. Tuvalu
186. Ucraina
187. Uganda
188. Ungheria
189. Unione europea
190. Uruguay
191. Uzbekistan
192. Vanuatu
193. Venezuela
194. Vietnam
195. Yemen
196. Zambia
197. Zimbabwe
198. Città del Vaticano (dal 4 ottobre 2022)[2]

La Convenzione quadro delle Nazioni Unite sui cambiamenti climatici (in inglese United Nations Framework Convention on Climate Change da cui l'acronimo UNFCCC o FCCC), nota anche come Accordi di Rio, è un trattato internazionale ambientale prodotto dalla Conferenza sull'Ambiente e sullo Sviluppo delle Nazioni Unite (UNCED, United Nations Conference on Environment and Development), informalmente conosciuta come Summit della Terra, tenutasi a Rio de Janeiro nel 1992. Il trattato punta alla riduzione delle emissioni dei gas serra, alla base del riscaldamento globale.
Il trattato, come stipulato originariamente, non poneva limiti obbligatori per le emissioni di gas serra alle singole nazioni; era quindi, sotto questo profilo, legalmente non vincolante. Esso però includeva la possibilità che le parti firmatarie adottassero, in apposite conferenze, atti ulteriori (denominati "protocolli") che avrebbero posto i limiti obbligatori di emissioni. Il principale di questi, adottato nel 1997, è il protocollo di Kyoto, che è diventato molto più noto che la stessa UNFCCC.
Il FCCC fu aperto alle ratifiche il 9 maggio 1992 ed entrò in vigore il 21 marzo 1994. Il suo obiettivo dichiarato è "raggiungere la stabilizzazione delle concentrazioni dei gas serra in atmosfera a un livello abbastanza basso per prevenire interferenze antropogeniche dannose per il sistema climatico".
Onde valutare il progresso nel trattare il cambiamento climatico come proposto dalla citata convenzione, ogni anno vengono tenuti incontri formali tra le parti firmatarie dell'UNFCCC, incontri noti come Conferenza delle Nazioni Unite sul Cambiamento Climatico (UNCCC) o anche Conferenza ONU sul cambiamento climatico (COP). Dal 2005 tale conferenza ospita anche gli incontri per negoziare impegni vincolanti nel quadro del Protocollo di Kyoto (conferenze CMP). E dal 2016, la conferenza accoglie anche gli incontri delle parti con riferimento all'Accordo di Parigi (conferenze CMA). Ad esempio, il convegno del 2019 a Madrid, Spagna, accoglieva il XXV COP, il XVI CMP e il III CMA, descritti anche come COP 25/CMP 16/CMA 3.

## Stati dell'Allegato I e dell'Allegato II e Paesi in via di sviluppo
Gli stati firmatari dell'UNFCCC sono suddivisi in tre gruppi:
- Paesi dell'Allegato I (Paesi industrializzati e paesi ex socialisti ad economia in transizione: 40 Paesi e l'Unione europea)
- Paesi dell'Allegato II[3] (24 Paesi industrializzati)
- Paesi in via di sviluppo.

I Paesi dell'Allegato I concordano nel ridurre le loro emissioni (in particolare di biossido di carbonio) a livelli inferiori a quelle prodotte nel 1990. Se non possono farlo, devono acquistare crediti di emissione o investire nella conservazione. I Paesi in via di sviluppo non hanno restrizioni immediate rispetto all'UNFCCC, per tre motivi principali:
- Impedire restrizioni nel livello di crescita perché l'inquinamento è fortemente correlato alla crescita industriale, e le loro economie possono potenzialmente crescere in maniera molto rapida.
- Impedire la vendita di loro crediti di emissione alle nazioni industrializzate per permettere a queste ultime di inquinare ulteriormente.
- Ottenere denaro e tecnologie dai Paesi dell'Allegato I.

I Paesi in via di sviluppo possono volontariamente diventare Paesi dell'Allegato I quando sono sufficientemente sviluppati. Sino a quel momento, non sono tenuti a implementare i loro obblighi rispetto alla Convenzione finché le nazioni industrializzate non forniscano abbastanza denaro e tecnologia, e questo ha una priorità inferiore rispetto allo sviluppo economico e sociale e alla lotta alla povertà.
Alcuni oppositori alla Convenzione credono che le differenze tra i Paesi dell'Allegato I e i Paesi in via di sviluppo non siano corrette dal punto di vista concorrenziale, e che entrambi debbano ridurre le loro emissioni. Alcune nazioni ritengono che i costi per ottenere gli obiettivi espressi nella Convenzione possano stressare la loro economia. Queste sono alcune delle motivazioni date da George W. Bush, il Presidente degli Stati Uniti, per comportarsi come fece il suo predecessore e non inviare il protocollo di Kyoto firmato al Senato degli Stati Uniti.

### Paesi dell'Allegato I
I Paesi dell'Allegato I sono quegli industrializzati e ex socialisti ad economia in transizione: Australia, Austria, Belgio, Bielorussia, Bulgaria, Canada, Croazia, Danimarca, Estonia, Federazione Russa, Finlandia, Francia, Germania, Giappone, Grecia, Irlanda, Islanda, Italia, Lettonia, Liechtenstein, Lituania, Lussemburgo, Monaco, Norvegia, Nuova Zelanda, Paesi Bassi, Polonia, Portogallo, Regno Unito, Repubblica Ceca, Romania, Slovacchia, Slovenia, Spagna, Stati Uniti d'America, Svezia, Svizzera, Turchia, Ucraina, Ungheria, Unione europea.

### Paesi dell'Allegato II
I Paesi dell'Allegato II sono quelli sviluppati che pagano per i costi dei PVS: Australia, Austria, Belgio, Canada, Danimarca, Finlandia, Francia, Germania, Giappone, Grecia, Irlanda, Islanda, Italia, Lussemburgo, Norvegia, Nuova Zelanda, Paesi Bassi, Portogallo, Regno Unito, Spagna, Stati Uniti d'America, Svezia, Svizzera, Unione europea.

## Convenzione quadro delle Nazioni Unite sui cambiamenti climatici (UNFCCC)
La Convenzione quadro delle Nazioni Unite sui cambiamenti climatici (United Nations Framework Convention on Climate Change, UNFCCC) fu aperta alle firme nella Conferenza delle Nazioni Unite sull'Ambiente e lo Sviluppo del 1992, a Rio de Janeiro. Il 12 giugno 1992, 154 nazioni avevano firmato la UNFCCC, che dopo la ratifica obbligava i governi a perseguire un "obiettivo non vincolante" per ridurre le concentrazioni atmosferiche dei gas effetto serra con l'obiettivo di «prevenire interferenze antropogeniche pericolose con il sistema climatico terrestre».
Queste azioni erano dirette principalmente ai paesi industrializzati, con l'intenzione di stabilizzare le loro emissioni di gas serra ai livelli del 1990 entro il 2000; altre responsabilità ricadevano invece su tutte le parti della convenzione. Le nazioni firmatarie concordarono di riconoscere "responsabilità comuni ma differenziate", con maggiori responsabilità per la riduzione delle emissioni di gas serra nel breve periodo per i Paesi sviluppati, elencati nell'Allegato I dell'UNFCCC.
Secondo i termini dell'UNFCCC, avendo ricevuto le ratifiche di più di 50 Paesi, il trattato entrò in vigore il 21 marzo 1994. Da quel momento, le parti si sono incontrate annualmente nella Conferenza delle Parti (COP) per analizzare i progressi nell'affrontare il fenomeno del cambiamento climatico, iniziando da metà degli anni 1990, per negoziare il Protocollo di Kyōto per stabilire azioni giuridicamente vincolanti per i Paesi sviluppati nella riduzione delle loro emissioni di gas serra.

## Le Conferenze delle Parti (COP)

### COP1, il Mandato di Berlino
La Conferenza delle Parti dell'UNFCCC si incontrò per la prima volta a Berlino (Germania) dal 28 marzo al 7 aprile 1995, ed espresse timori sull'adeguatezza delle azioni degli stati ad adempiere gli obblighi della Convenzione. Questi furono espressi in una dichiarazione ministeriale delle Nazioni Unite conosciuta come il "Mandato di Berlino", che stabiliva una fase di analisi e ricerca (Analytical and Assessment Phase, AAP) di due anni, per negoziare un "insieme completo di azioni" da cui gli Stati potessero scegliere quelle più adeguate per ognuno di essi, in modo che fossero le migliori dal punto di vista economico e ambientale. Il Mandato di Berlino esentò i Paesi non-Allegato I da obblighi vincolanti addizionali, in ragione del principio delle "responsabilità comuni ma differenziate" stabilito dalla UNFCCC, sebbene si ipotizzasse che le grandi nazioni di nuova industrializzazione sarebbero diventate i più grandi emettitori di gas serra nei 15 anni a venire.

### COP2, Ginevra, Svizzera
La Seconda Conferenza delle Parti dell'UNFCCC (COP2) avvenne dall'8 al 19 luglio 1996 a Ginevra (Svizzera). La sua dichiarazione ministeriale fu adottata il 18 luglio e rifletteva la posizione statunitense presentata da Timothy Wirth, all'epoca Sottosegretario agli Affari Generali per il Dipartimento di Stato degli Stati Uniti:
1. Accettando i rilievi scientifici sui mutamenti climatici descritti dal gruppo intergovernativo sul cambiamento climatico (IPCC) nel suo secondo rapporto (1995);
2. Rigettando "politiche armonizzate" uniformi in favore della flessibilità;
3. Stabilendo la necessità di "obblighi a medio termine legalmente vincolanti".

### COP3, il Protocollo di Kyōto sul Cambiamento Climatico
Il Protocollo di Kyoto fu adottato nella COP3, svoltasi dal 1º al 10 dicembre 1997 a Kyōto (Giappone), dopo tese negoziazioni. Molte nazioni industrializzate e alcune economie centroeuropee in transizione (definite come Paesi dell'Annesso B) concordarono su riduzioni legalmente vincolanti delle emissioni di gas serra, in media del 7% rispetto ai livelli del 1990, fra gli anni 2008 e 2012. Gli Stati Uniti avrebbero dovuto ridurre le loro emissioni totali del 7% rispetto ai loro livelli del 1990. L'amministrazione di Bill Clinton, nel budget del 2001, incluse i finanziamenti per l'iniziativa per le tecnologie indirizzate a fronteggiare il cambiamento climatico (Climate Change Technology Initiative, CCTI).

### COP4, Buenos Aires
La COP4 ebbe luogo a Buenos Aires (Argentina) dal 2 al 13 novembre 1998. Si pensava che le problematiche rimaste irrisolte a Kyōto sarebbero state completate in questo incontro, ma la complessità e la difficoltà a raggiungere accordi si dimostrò insormontabile, per cui le parti adottarono un "Piano di azioni" biennale per avanzare le azioni e trovare meccanismi per l'implementazione del Protocollo di Kyōto, che doveva essere completato entro il 2000.

### COP5, Bonn, Germania
La quinta Conferenza delle Parti della Convenzione Quadro delle Nazioni Unite sui Cambiamenti Climatici avvenne a Bonn (Germania), fra il 25 ottobre e il 4 novembre 1999. Fu principalmente una riunione tecnica, che non raggiunse conclusioni rilevanti.

### COP6, L'Aja, Paesi Bassi
Quando si riunì la COP6, fra il 13 e il 25 novembre 2000, all'Aia (Paesi Bassi), le discussioni evolsero rapidamente verso una negoziazione ad alto livello sui maggiori temi politici. Questi inclusero la controversia sulla proposta degli Stati Uniti di permettere di ottenere crediti dai serbatoi di carbonio (boschi e terre agricole), che avrebbero soddisfatto buona parte della riduzione delle emissioni statunitensi; discordie riguardo alle conseguenze correlate al mancato raggiungimento degli obiettivi di riduzioni; e difficoltà nel risolvere i problemi riguardo a come i PVS potessero ottenere assistenza finanziaria per contrastare gli effetti dei mutamenti climatici e raggiungere i loro obiettivi di raccolta dei dati di emissione e di possibile riduzione delle stesse.
Nelle ore finali della COP6, nonostante alcuni accordi preliminari tra gli Stati Uniti e alcuni Stati europei, in particolare il Regno Unito, l'Unione Europea, guidata da Danimarca e Germania, rifiutò le posizioni di compromesso, e le discussioni in corso collassarono. Jan Pronk, il Presidente della COP6, sospese i lavori senza giungere ad accordi, aspettando che le negoziazioni potessero riprendere. Fu quindi annunziato che gli incontri della COP6, con la denominazione di "COP6 bis, sarebbero ricominciati a Bonn, nella seconda metà di luglio. Il successivo incontro delle parti dell'UNFCCC, la COP7, fu quindi fissato a Marrakech, in Marocco, tra ottobre e novembre 2001.

### COP6 "bis," Bonn, Germania
Quando i negoziati della COP6 ripresero a Bonn dal 16 al 27 luglio 2001, pochi progressi vennero fatti per risolvere le differenze che avevano prodotto una impasse all'Aia. Comunque, questo incontro si svolse dopo che George W. Bush era diventato presidente degli Stati Uniti e aveva rigettato il protocollo di Kyōto a marzo. Come risultato la delegazione statunitense a questo meeting declinò la sua partecipazione ai negoziati relativi al Protocollo, e scelse di agire come osservatrice all'incontro. Mentre le altre parti negoziavano le questioni chiave, venne raggiunto l'accordo su gran parte delle principali questioni politiche, con grande sorpresa della maggior parte degli osservatori, date le scarse aspettative che precedettero l'incontro. Gli accordi comprendevano:
1. Meccanismi: I meccanismi di "flessibilità", che gli Stati Uniti avevano fortemente sostenuto quando il protocollo venne inizialmente stilato, comprendenti il commercio di emissioni; l'implementazione congiunta; il Meccanismo di sviluppo pulito (CDM – Clean Development Mechanism), che fornisce sovvenzioni dalle nazioni sviluppate per le attività di riduzione delle emissioni nei paesi in via di sviluppo, con un credito per le nazioni donatrici. Uno degli elementi chiave di questo accordo fu che non ci sarebbero stati limiti quantitativi al credito che una nazione poteva rivendicare per l'uso di questi meccanismi, ma che l'azione interna doveva costituire un elemento significativo degli sforzi di ogni nazione dell'Allegato II per andare incontro ai propri obiettivi.
2. Abbattimento del carbonio: Venne concordato un credito per le numerose attività che assorbono carbonio dall'atmosfera o lo immagazzinano, comprendente la gestione di foreste e terreni coltivabili e la rivegetazione, senza un tetto complessivo sull'ammontare di credito che una nazione poteva pretendere per le attività di abbattimento. Nel caso della gestione forestale, un'appendice Z stabiliva tetti specifici per ogni nazione, per ogni paese dell'Allegato I, ad esempio, un tetto di 13 milioni di tonnellate poteva essere accreditato al Giappone (il che rappresenta circa il 4% delle sue emissioni annue). Per la gestione delle terre coltivabili, le nazioni potevano ricevere crediti solo per miglioramenti rispetto ai livelli del 1990.
3. Conformità: l'azione finale sulle procedure di conformità e i meccanismi riguardanti la non-conformità a quanto previsto dal protocollo vennero rinviati alla COP7, ma inclusero un ampio abbozzo delle conseguenze per il mancato rispetto degli obiettivi sulle emissioni che avrebbero incluso un requisito di ricompensa delle insufficienze di 1,3 tonnellate a 1, la sospensione del diritto di vendere crediti per un surplus nella riduzione di emissioni e richiedevano piano d'azione per la conformità a quanti non raggiungevano i loro obiettivi.
4. Finanziamento: Tre nuovi fondi vennero concordati per fornire assistenza per i bisogni associati ai cambiamenti climatici; un fondo per le nazioni meno sviluppate, in supporto ai Programmi d'azione di adeguamento nazionale; e un fondo di adeguamento al Protocollo di Kyōto, sostenuto da una imposta sul CDM e da contributi volontari.

Una serie di dettagli operativi riguardanti queste decisioni rimase da negoziare e concordare, e furono l'oggetto principale dell'incontro COP7 che seguì a questo.

### COP7, Marrakech, Marocco
All'incontro della COP7 di Marrakesh (Marocco) dal 29 ottobre al 10 novembre 2001, i negoziatori in effetti completarono il lavoro del piano d'azione di Buenos Aires, finalizzando gran parte dei dettagli operativi e creando le condizioni per cui le nazioni ratificassero il protocollo. La delegazione statunitense continuò ad agire come osservatrice, declinando la partecipazione a negoziati attivi. Altre parti continuarono ad esprimere la speranza che gli Stati Uniti rientrassero nel processo ad un certo punto, ma indicarono la loro intenzione di cercare la ratifica da parte del numero richiesto di nazioni per far entrare in vigore il protocollo (55 nazioni, rappresentanti il 55% delle emissioni di anidride carbonica dei paesi sviluppati nel 1990). Venne proposta una data per l'entrata in vigore del protocollo: l'agosto/settembre 2002, in coincidenza con il Summit mondiale sullo sviluppo sostenibile (WSSD) da tenersi a Johannesburg (Sudafrica).
Le principali decisioni della COP7 comprendevano:
- Regole operative per il commercio internazionale delle emissioni tra le parti del protocollo, per il CDM e per l'implementazione congiunta;
- Un regime di conformità che delinei le conseguenze del mancato rispetto degli obiettivi, ma demandi alle parti del protocollo, una volta entrato in vigore, di decidere se queste conseguenze sono vincolanti dal punto di vista legale;
- Procedure di contabilizzazione per i meccanismi di flessibilità;
- Una decisione per considerare alla COP8 come ottenere una revisione dell'adeguatezza degli impegni che possa spingere verso una discussione sugli impegni dei futuri paesi in via di sviluppo

### COP8, Nuova Delhi, India
La COP8 si è tenuta a Nuova Delhi, India, dal 23 ottobre al 1º novembre 2002.

### COP9, Milano, Italia
COP9, tenuta a Milano, Italia, dal 1º al 12 dicembre 2003. La Conferenza ha stabilito interessanti novità legate in particolar modo ai progetti di riduzione delle emissioni legate alle attività di afforestazione e riforestazione (A/R projects).

### COP10, Buenos Aires, Argentina
COP10, tenuta a Buenos Aires, Argentina, dal 6 al 17 dicembre 2004.

### COP11, Montréal, Canada
La conferenza di Montréal, COP11, si è tenuta a Montréal (Canada), tra il 28 novembre e il 9 dicembre 2005, in concomitanza con la prima riunione delle parti (MOP) del Protocollo di Kyōto.

### COP12, Nairobi, Kenya
Dal 6 al 17 novembre 2006 si è tenuta la COP12 - MOP2 di Nairobi, in Kenya. La Conferenza è stata incentrata sul maggiore coinvolgimento degli stati africani nei progetti di Meccanismo di sviluppo pulito sulla possibilità di rendere eleggibili come progetti CDM i progetti di cattura e sequestro del carbonio (Carbon Capture and Storage — CCS). La Conferenza è stata un passo in avanti anche verso la definizione di nuovi obiettivi di riduzione per il periodo post-2012. Tuttavia le parti coinvolte non hanno stabilito obiettivi di riduzione specifici per il periodo 2013-2018, come da alcuni auspicato.

### COP13, Bali, Indonesia
Dal 3 al 14 dicembre 2007 a Bali, in Indonesia, si è tenuta la COP13.

### COP14, Poznan, Polonia
COP14 si è tenuta a Poznań, in Polonia, tra il 1º e il 12 dicembre 2008. I delegati sono riusciti ad accordarsi sui principi per il finanziamento di un fondo per aiutare le nazioni più povere per far fronte alle conseguenze del cambiamento climatico.

### COP15, Copenaghen, Danimarca
COP15 si è svolta a Copenaghen, in Danimarca, e ha avuto una durata di due settimane, dal 7 dicembre al 18 dicembre 2009.

### COP16, Cancún, Messico
COP16 si è svolta a Cancún, nel sud del Messico, dal 29 novembre al 10 dicembre 2010.

### COP17, Durban, Sud Africa
COP17 si è svolta a Durban, in Sudafrica, dal 28 novembre al 9 dicembre 2011.

### COP18, Doha, Qatar
COP18 si è svolta a Doha, Qatar dal 24 novembre all'8 dicembre 2012 anche se doveva concludersi il 7. Parteciparono circa 1700 rappresentanti ed esperti di 194 nazioni con l'obiettivo di rinnovare il Protocollo di Kyōto, ma solo il 20% degli stati ha aderito.

### COP19, Varsavia, Polonia
COP19 si è svolta a Varsavia, Polonia, dall'11 al 22 novembre 2013.

### COP20, Lima, Perù
COP20 si è svolta a Lima, Perù, dal 1º al 14 dicembre 2014.

### COP21, Parigi, Francia
COP21 si è aperta a Parigi, Francia, il 30 novembre 2015 e si è conclusa l'11 dicembre successivo. Ha dato origine all'accordo di Parigi sui cambiamenti climatici del 2015, concluso tra gli stati partecipanti alla Convenzione quadro delle Nazioni Unite sui cambiamenti climatici del 1992.

### COP22, Marrakech, Marocco
COP22 si è aperta a Marrakech, Marocco, il 7 novembre 2016 e si è conclusa il 18 novembre 2016.

### COP23, Bonn, Germania
COP23 si è tenuta a Bonn, Germania, dal 6 al 17 novembre 2017.

### COP24, Katowice, Polonia
COP24 si è svolta a Katowice, Polonia, dal 3 al 14 dicembre 2018. La COP-24 si è occupata di definire le regole di attuazione dell'Accordo di Parigi del 2015. L'obiettivo ultimo è stato quello di cercare di mettere un freno al cambiamento climatico a livello globale e definire un “Rule Book”, un libro guida per attuare tutti i principi dell'Accordo, che entrerà in vigore nel 2020. Il limite di 2 °C imposto dalla COP21 ormai non è più sufficiente; per evitare catastrofi, non possiamo permettere alle temperature di salire oltre 1,5 °C e per questo dobbiamo diminuire del 45% le emissioni di CO2 nell'aria entro il 2030, percentuale che deve salire al 100% entro il 2050. Nel corso della COP-24 si anche stabilito come distribuire le risorse finanziarie necessarie a sostenere i paesi meno sviluppati per indurli a ridurre le proprie emissioni di CO2.

### COP25, Madrid, Spagna
La COP25 si è svolta a Madrid, Spagna, dal 2 al 13 dicembre 2019.

### COP26, Glasgow, Regno Unito
La COP26 si è tenuta a Glasgow, Regno Unito, dal 31 ottobre al 13 novembre 2021. Inizialmente avrebbe dovuto tenersi nel novembre 2020 ma è stata posticipata a causa dell'emergenza COVID-19.

### COP27, Sharm el-Sheikh, Egitto
La COP27 si è tenuta Sharm el-Sheikh, Egitto, dal 6 al 20 novembre 2022.

### COP28, Dubai, Emirati Arabi Uniti
La COP28 si è tenuta a Dubai, Emirati Arabi Uniti, dal 30 novembre al 13 dicembre 2023.

### COP29, Baku, Azerbaijan
La COP29 si è tenuta a Baku, Azerbaijan, dall'11 al 24 novembre 2024.

### COP30, Belém, Brasile
La COP30 è prevista a Belém, Brasile, e si terrà dal 10 al 21 novembre 2025.

### COP31, Gruppo Europa occidentale e altri stati
La COP31 si terrà dal 9 al 20 novembre 2026. Si sono candidate la Turchia e l'Australia.

### COP32, Africa
In base al principio di rotazione la COP32 si terrà in uno Stato africano dall'8 al 19 novembre 2027.

## Organi sussidiari
Gli organi sussidiari sono comitati che assistono la Conferenza delle Parti. Possono essere permanenti o temporanei.
- Permanenti:
  - L'Organismo sussidiario per la consulenza scientifica e tecnologica (Subsidiary Body of Scientific and Technological Advice, SBSTA) è stabilito dall'articolo 9 della Convenzione per fornire alla Conferenza delle Parti e, se del caso, agli altri suoi organi sussidiari informazioni e consulenze tempestive su questioni scientifiche e tecnologiche relative alla Convenzione. Serve come collegamento tra le informazioni e le valutazioni fornite da fonti esperte (come l'IPCC) e la COP, che si concentra sulla definizione delle politiche.[13]
  - L'Organismo sussidiario per l'attuazione (Subsidiary Body of Implementation, SBI) è stabilito dall'articolo 10 della Convenzione per assistere la Conferenza delle Parti nella valutazione e nel riesame dell'effettiva attuazione della Convenzione. Formula raccomandazioni su questioni politiche e di attuazione alla COP e, se richiesto, ad altri organismi.[14]
- Temporanei:
  - Gruppo speciale sull'articolo 13 (AG13), attivo dal 1995 al 1998;
  - Gruppo speciale sul Mandato di Berlino (AGBM), attivo dal 1995 al 1997;
  - Gruppo speciale di lavoro su ulteriori impegni per le parti dell'allegato I ai sensi del Protocollo di Kyoto (AWG-KP), istituito nel 2005 dalle Parti del Protocollo di Kyoto per considerare ulteriori impegni dei paesi industrializzati per il periodo successivo al 2012; ha concluso i suoi lavori nel 2012 quando la Conferenza ha adottato l'Emendamento di Doha;[15]
  - Gruppo speciale di lavoro per l'attività cooperativa a lungo termine (Ad Hoc Working Group on Long-term Cooperative Action, AWG-LCA), istituito alla COP13 di Bali nel 2007 per condurre negoziati su un accordo internazionale rafforzato sui cambiamenti climatici;[16]
  - Gruppo speciale di lavoro sulla piattaforma di Durban per un'azione potenziata (Ad Hoc Working Group on the Durban Platform for Enhanced Action, ADP), istituito alla COP17 di Durban nel 2011 «per sviluppare un protocollo, un altro strumento giuridico o un risultato concordato con forza legale ai sensi della Convenzione applicabile a tutte le parti».[17]